# Rainer Foelix

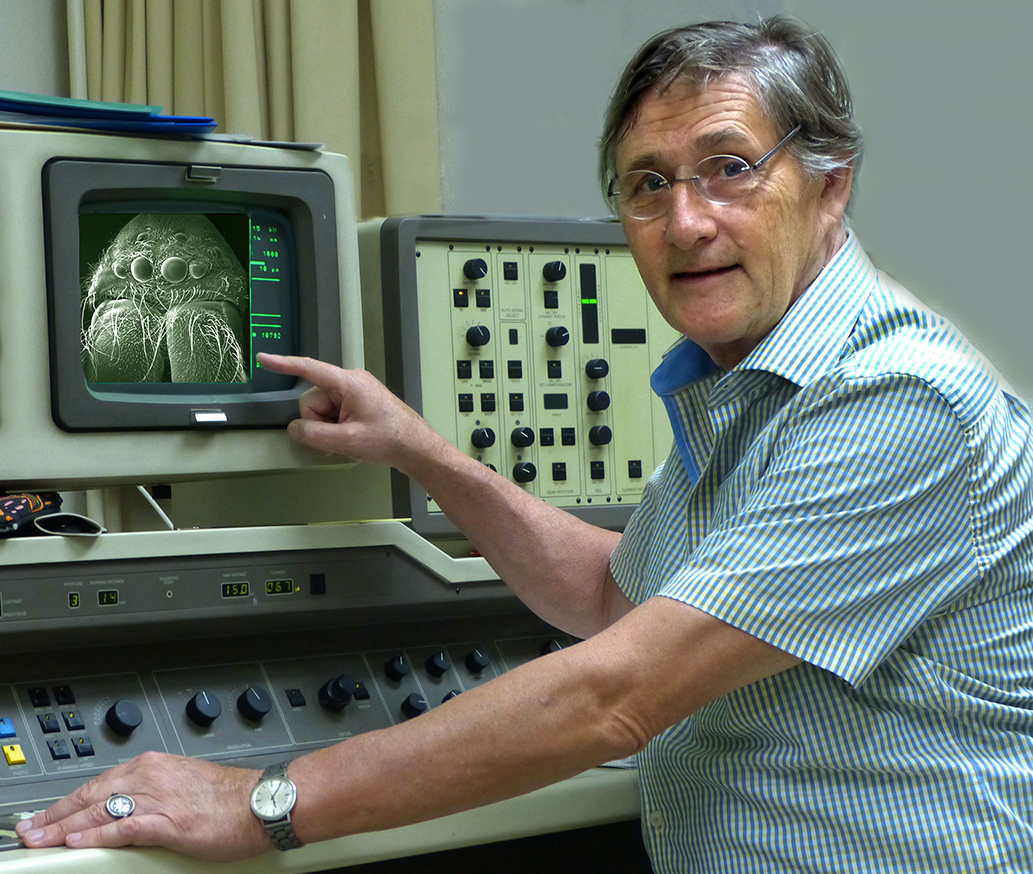
Rainer Foelix am Elektronenmikroskop

Rainer Franz Foelix (geb. am 10. Juli 1943 in Würzburg) ist ein deutscher Biologe und Spinnenforscher. Sein Buch Biologie der Spinnen wurde mehrfach, auch in englischer Sprache, herausgegeben; es gilt als herausragendes Werk auf dem Gebiet der Spinnenforschung.

## Leben
Nach dem Abitur in Fürth 1962 studierte Foelix Biologie, Chemie und Geographie zunächst an der Friedrich-Alexander-Universität Erlangen-Nürnberg, später ab 1964 Zoologie, Botanik, Paläontologie sowie Anthropologie an der Universität Zürich, wo er 1969 mit einer morphologischen Arbeit zu Singvögeln zum Dr. phil promoviert wurde.
Nach der Promotion forschte er bis 1973 als Postdoc an der North Carolina State University (Dept. of Zoology and Entomology, Dept. of Mental Health) in Raleigh (North Carolina), USA. Ab 1973 arbeitete er als wissenschaftlicher Assistent und Dozent für die Fächer Zoologie und Zellbiologie an der Ruhr-Universität Bochum, wo er sich 1980 habilitierte.
Ab 1980 unterrichtete er als Oberassistent Zoologie und Humananatomie an der Universität Fribourg (Schweiz).
Von 1991 bis zu seiner Pensionierung 2008 arbeitete Foelix als wissenschaftlicher Konservator am Naturama in Aarau und als Biologielehrer an der Neuen Kantonsschule Aarau.
Rainer Foelix ist Ehrenmitglied der International Society of Arachnology.

## Werke
- Biologie der Spinnen, 3 deutschsprachige Ausgaben 1979, 1992: Thieme Verlag; Chimaira 2015, ISBN 978-3-89973-444-7
  - Biology of Spiders, 3 englische Ausgaben 1982, 1996; Oxford University Press 2011, ISBN 9780199734825